# Champions of Norrath
Champions of Norrath ist ein Action-Rollenspiel des amerikanischen Spieleentwicklers Snowblind Studios im Auftrag des japanischen Publishers Sony Computer Entertainment. Es erschien in Europa am 25. Juni 2004 für PlayStation 2. Schauplatz ist die Welt Norrath im EverQuest-Universum.

## Handlung
Der Handlungsstrang des Spiels ist vorzeitig zum ersten EverQuest-MMO angesiedelt. Die Spielfigur wird zu Beginn des Spiels von dem König der Waldelfen gebeten, seinem Volk im Kampf gegen die vereinten Horden der Orks und Goblins beizustehen. Die Reise führt den Spieler von der Baumstadt Kelethin in die Unterwelt Norraths und schließlich zum Endkampf gegen Innoruuk, den Gott des Hasses.

## Spielprinzip
Champions of Norrath folgt den gängigen Prinzipien des Action-Rollenspiels und ähnelt stark dem ebenfalls von Snowblind zuvor entwickelten Baldur’s Gate: Dark Alliance. Im Vordergrund stehen actionreiche Kämpfe und der Ausbau des Charakters mit Hilfe der durch die Kämpfe gewonnenen Erfahrungspunkte und der als Beute in der Spielwelt verteilten Ausrüstungsgegenstände. Die Handlung bleibt im Vergleich dazu recht oberflächlich und bietet wenig Entscheidungsmöglichkeiten. Zu Beginn wählt der Spieler aus fünf vorgegebenen Archetypen eine Spielfigur aus. Zur Wahl stehen die Klassen Barbarenkrieger, Waldläufer, Kleriker, Zauberer oder Schattenelf, die sich unterschiedlich gut auf die drei Kampfarten verstehen (Nahkampf, Fernkampf, Magieanwendung). Der Spieler kann das Geschlecht wählen und das Aussehen durch eine Auswahl an Frisuren, Hauttönen und ähnlichem anpassen. Auch die Charakterwerte können in gewissem Umfang individuell angepasst werden. Wie in Diablo 2 bestehen einige Abschnitte der Spielwelt aus zufallsgenerierten Karten. Zusammen mit dem ebenfalls zufallsgenerierten Beutegegenständen soll dies die Wiederspielbarkeit erhöhen. Weiterhin beinhaltet das Spiel einen lokalen Mehrspieler-Modus und unterstützt Onlinespiel über die Breitband-Adapter-Zusatzhardware.

## Technik
Das Spiel nutzt die von Snowblind für Baldur's Gate: Dark Alliance entwickelte Dark-Alliance-Engine und erschien auf einer zweischichtigen DVD-9, deren Auslesen durch die Hardware mitunter zu Ladepausen führen konnte.

## Rezeption
Das Spiel erhielt in der Fachpresse hohe Bewertungen (GameRankings: 85,17 % / Metacritic: 85 von 100). 

„„Champions of Norrath“ kann spielerisch auf ganzer Linie überzeugen, und lässt alle Genre-Konkurrenten hinter sich.“

„Mit Champions of Norrath zeigen die Snowblind Studios, wie ein weitestgehend durchdachtes Action-RPG auszusehen hat: Abwechslungsreiche Levels, zufallsgenerierte Dungeons und ein weit reichendes Charakter-Entwicklungssystem sorgen für unkomplizierten Spielspaß, der sowohl alleine als auch mit mehreren Spielern für zahllose Stunden gute Unterhaltung sorgen kann.“

Bereits im Folgejahr 2005 veröffentlichten Snowblind und Sony einen Nachfolger mit dem Titel Champions: Return to Arms.